# Williamstown (Wisconsin)
Williamstown – miasto w Stanach Zjednoczonych, w stanie Wisconsin, w hrabstwie Dodge.